# Skärträskberget
Skärträskberget är ett naturreservat i Vindelns kommun i Västerbottens län.
Området är naturskyddat sedan 1995 och är 27 hektar stort. Reservatet omfattar de brantare delarna av Skärträskbergets nord-, ost- och sydostsluttningar och består av grov och gammal barrblandskog.